# Friedrich von Amerling
Friedrich von Amerling (14. dubna 1803 Vídeň – 14. ledna 1887 Vídeň) byl rakousko-uherský portrétista na dvoře Františka Josefa. Dvorním malířem byl v letech 1835 až 1880. Společně s Ferdinandem Georgem Waldmüllerem je také považován za jednoho z nejvýznačnějších rakouských portrétistů 19. století.

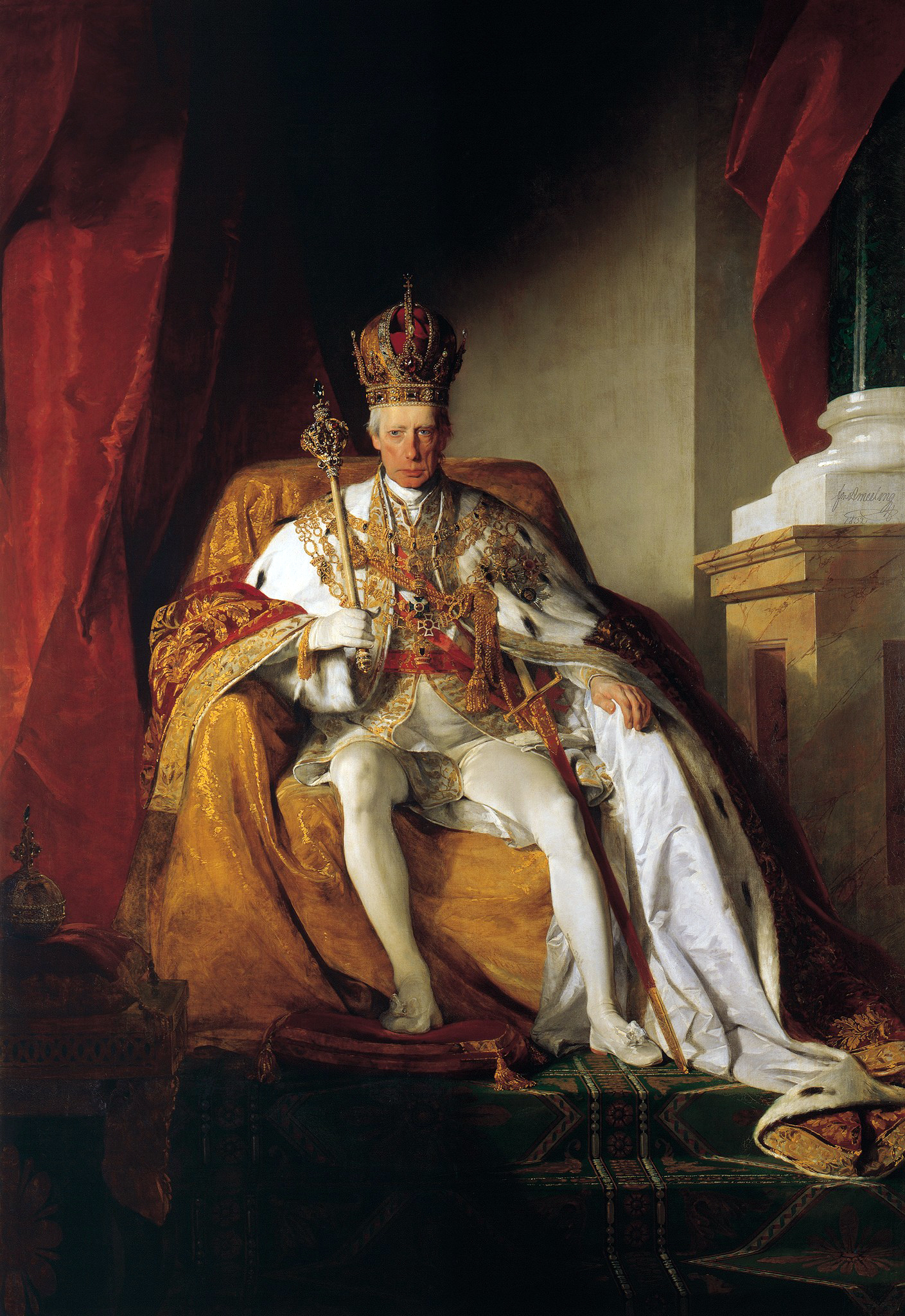
Portrét rakouského císaře Františka I.

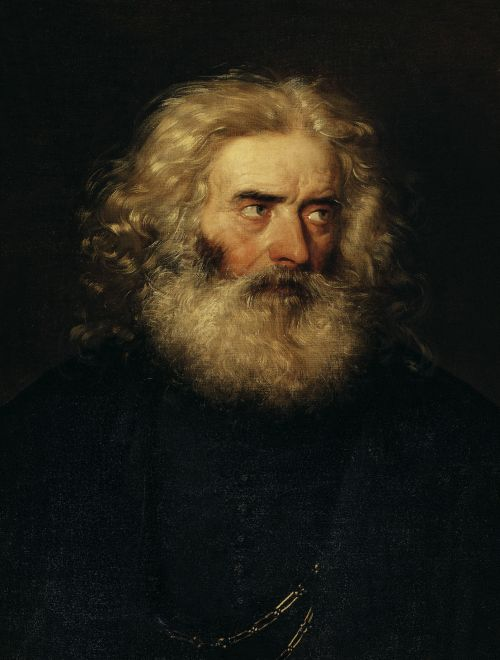
Poslední autoportrét, kolem 1880

## Životopis
Narodil se na předměstí Vídně jako syn výrobce zlatých a stříbrných drátů Franze Amerlinga a jeho manželky Terezy Karglové. V letech 1815–1824 studoval malířství na vídeňské Akademii výtvarných umění, v letech 1824–1826 pokračoval ve studiu portrétní malby u Josefa Berglera na pražské Akademii výtvarných umění. V letech 1827–1828 pobýval v Londýně, kde studoval portrétní galerii a inspiroval jej portrétista Thomas Lawrence. Poté odcestoval do Paříže, kde studoval u Horace Verneta, a následně do Říma, kde se přátelil s okruhem nazarénů. Po návratu do Vídně od roku 1828 působil jako portrétista éry biedermeieru, především velkoburžoazie, dvorské šlechty (například Liechtensteinů nebo knížecí rodiny Potockých) a císařské rodiny Habsbursků.
Za svého života navštívil mnoho evropských i mimoevropských států. V roce 1836 a 1838 odcestoval do Itálie, v roce 1838 do Nizozemska, v letech 1840–1843 pobýval v Římě, v roce 1882 navštívil Španělsko, v roce 1883 Anglii, roku 1884 Řecko, roku 1885 Skandinávii a v roce 1843 i Egypt a Palestinu. Byl čtyřikrát ženat: poprvé s Antonií Kaltenthalerovou, která v roce 1843 zemřela, následně s Katherinou Heisslerovou, se kterou se rozvedl, v roce 1857 se zasnoubil s Emilií Heinrichovou, se kterou žil až do její smrti v roce 1880 a až do roku 1881 žil se svou čtvrtou ženou, Mariou Nemetschkeovou.
V roce 1878 jej císař František Josef I. vyznamenal Řádem železné koruny III. třídy a zároveň jej povýšil do šlechtického stavu. Potvrdil tak jeho významnou pozici vídeňského dvorského malíře. Amerling se společensky i přátelsky stýkal s mnoha osobnostmi, zejména spisovately, včetně židovských (například s Ludwigem Augustem Franklem, který napsal jeho životopis) a s hudebníky (např. s Franzem Lisztem).
V roce 1858 získal hrad Gumpendorf, který vybavil cennými uměleckými předměty. Dále měl domek s ateliérem ve vídeňské čtvrti Neubau, který dnes pod názvem Amerlinghaus slouží jako jeho muzeum.

## Dílo
Amerlingovo dílo čítá na 1000 prací, převážně portrétů provedených olejomalbou, téměř 30 autoportrétů a kreseb. Jeho romantické obrazy jsou v současnosti stále více ceněny, jak napovídají aukční ceny jeho děl z posledních dvaceti let. Například Dívka ve slaměném klobouku byla roku 2007 ve vídeňském Dorotheu vydražena za 1,5 milionu euro. Většina jeho prací je vystavena ve veřejně přístupných sbírkách. V Rakousku především ve Vídni, to jsou Lichtenštejnské muzeum, Arsenal a Rakouská galerie v paláci Belvedere, dále muzeum Joanneum ve Štýrském Hradci, Dolnorakouské muzeum Sankt Pölten, z ostatních sbírek zejména galerie ve Varšavě a v Budapešti.

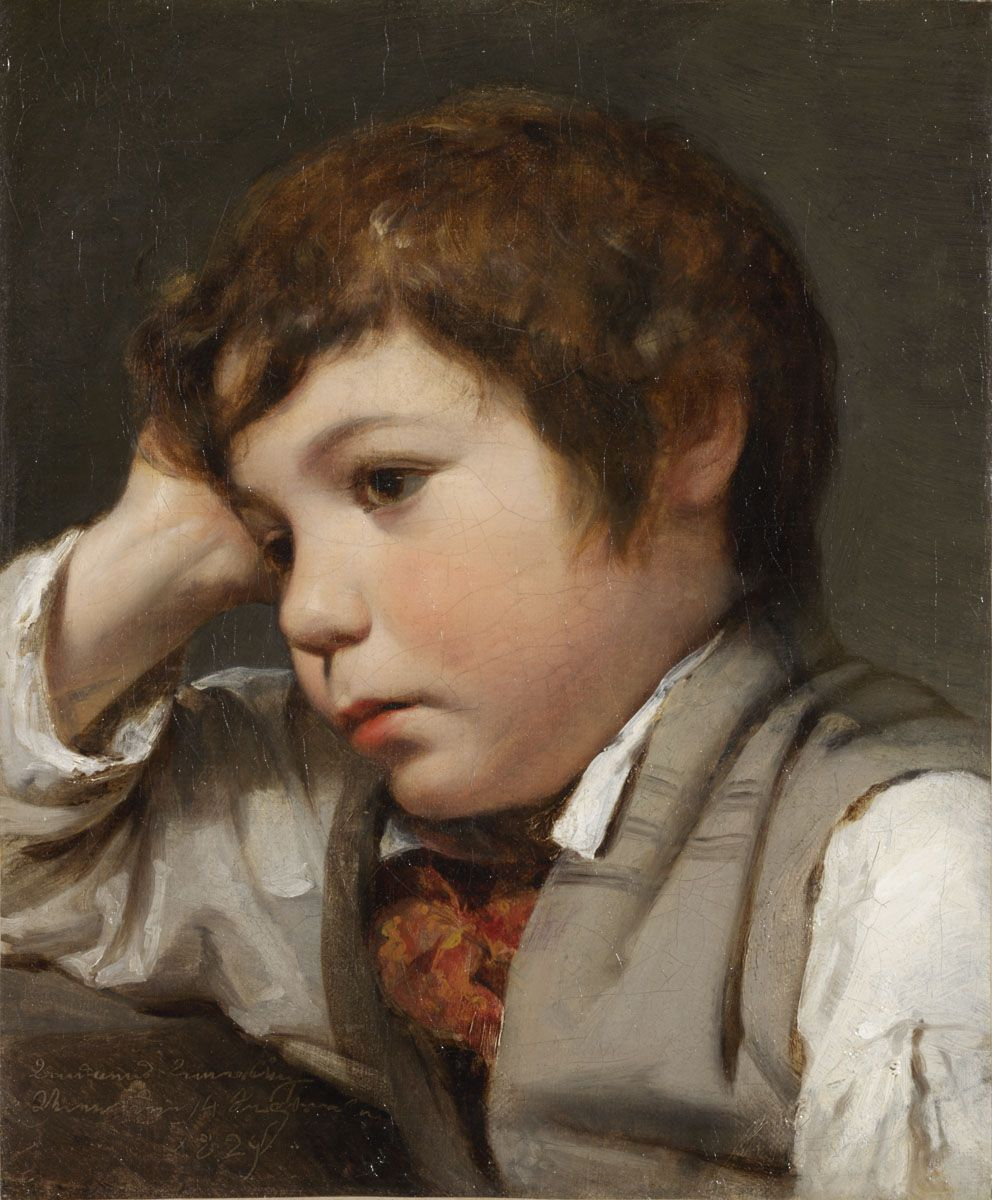
Syn Andreas Amerling (1829)
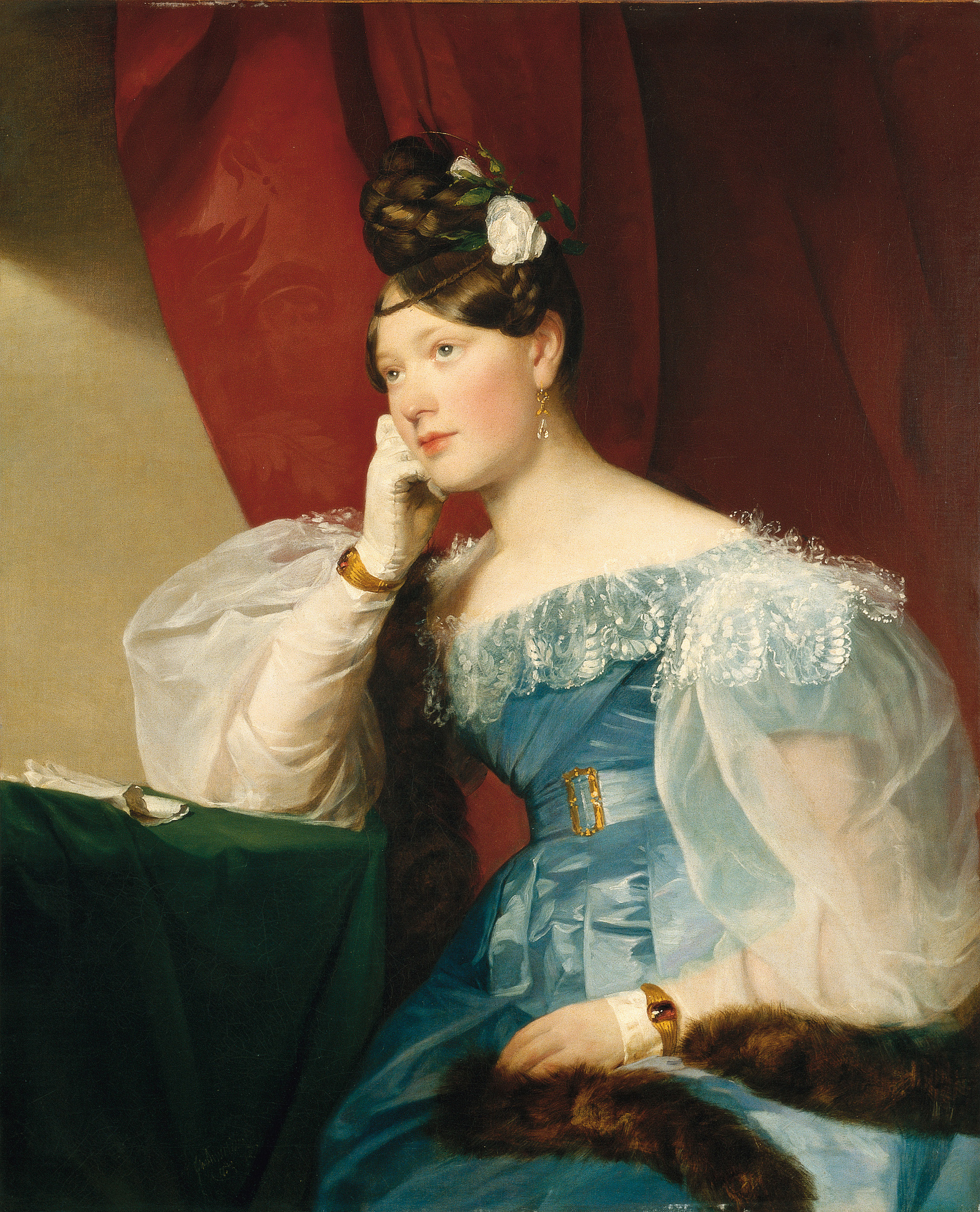
Julie hraběnka von Woyna (1832)
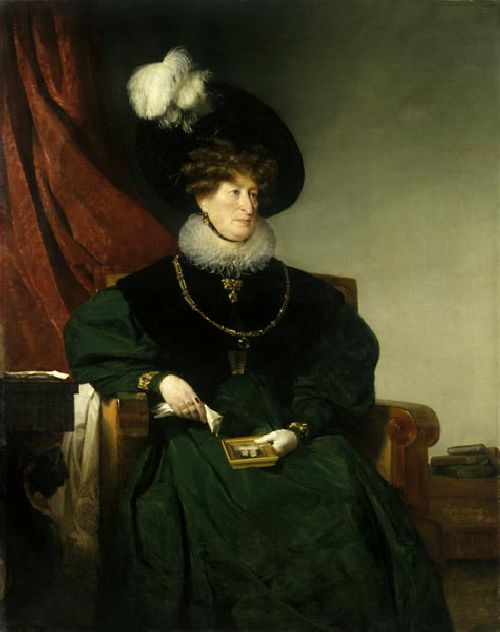
Cecílie von Eskeles (1832)
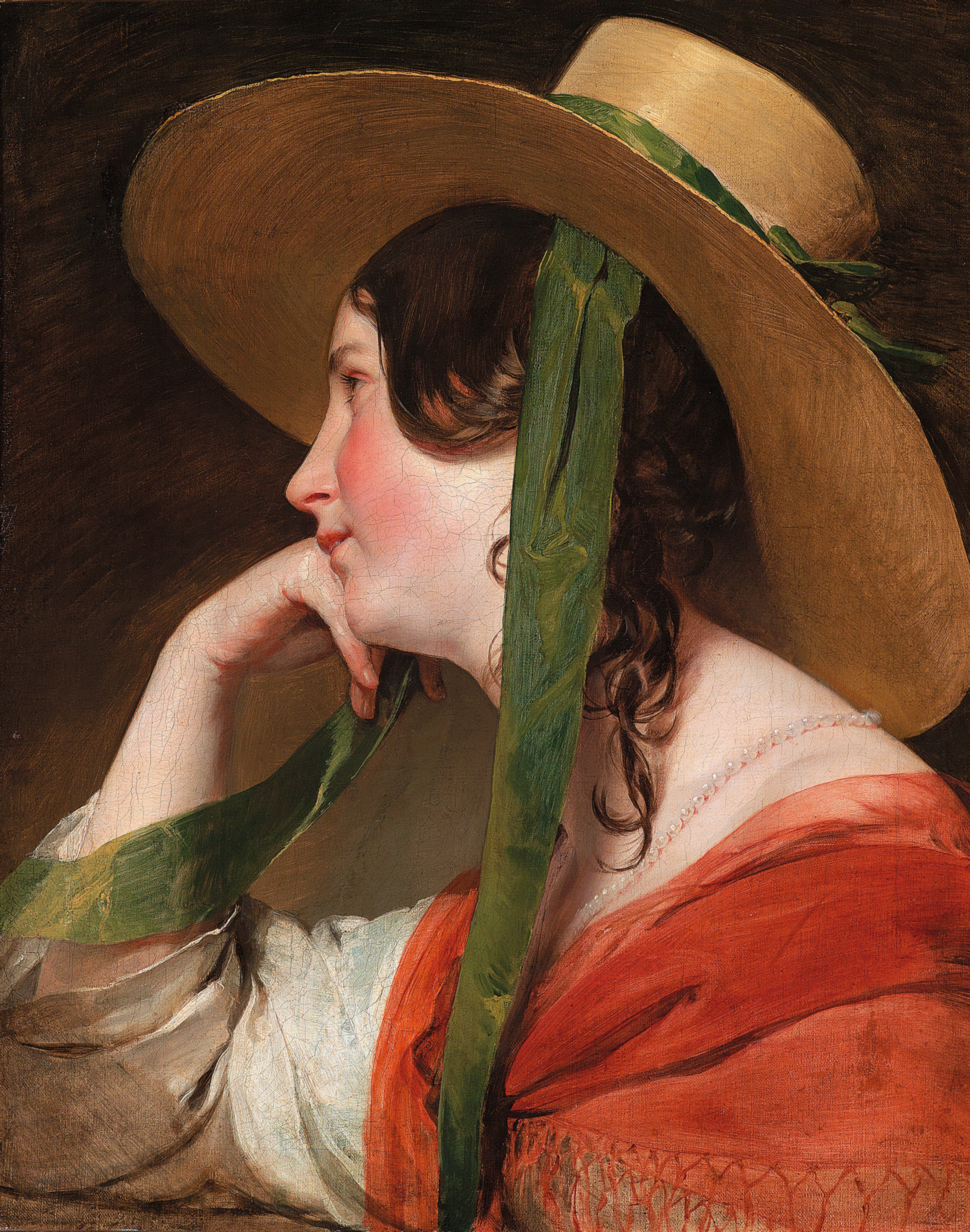
Dívka ve slaměném klobouku (1835), vydražena za 1,5 mil. eur
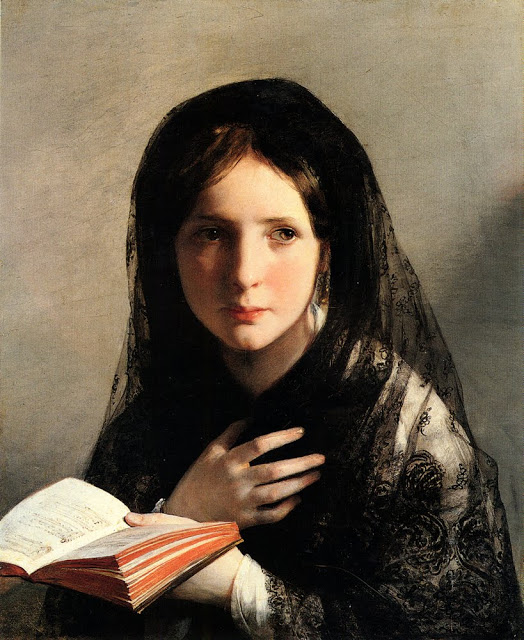
Čtoucí a snící dívka (1835)
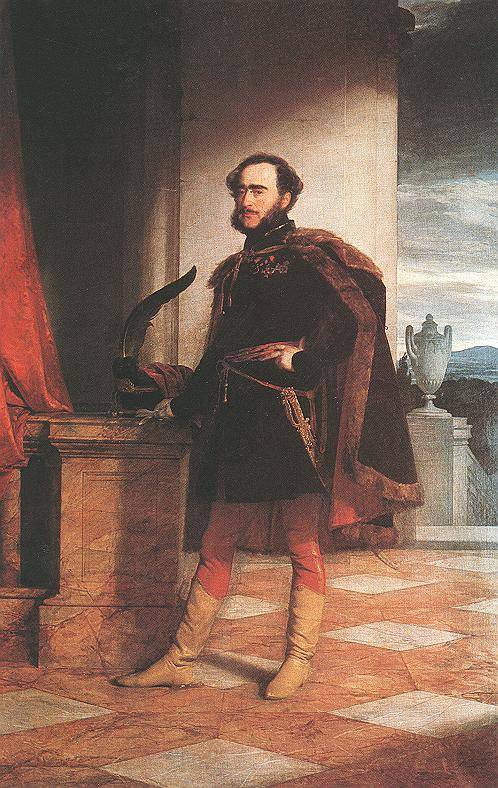
István Széchenyi (1836)
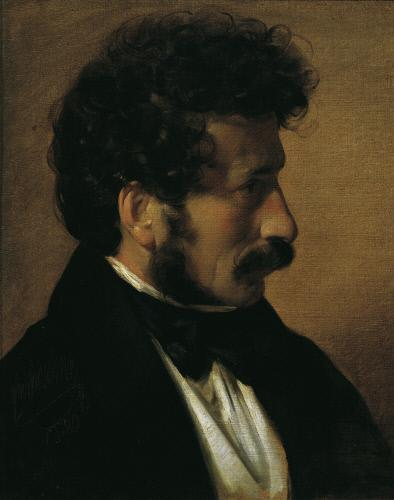
Theodor Alconiere (1836)
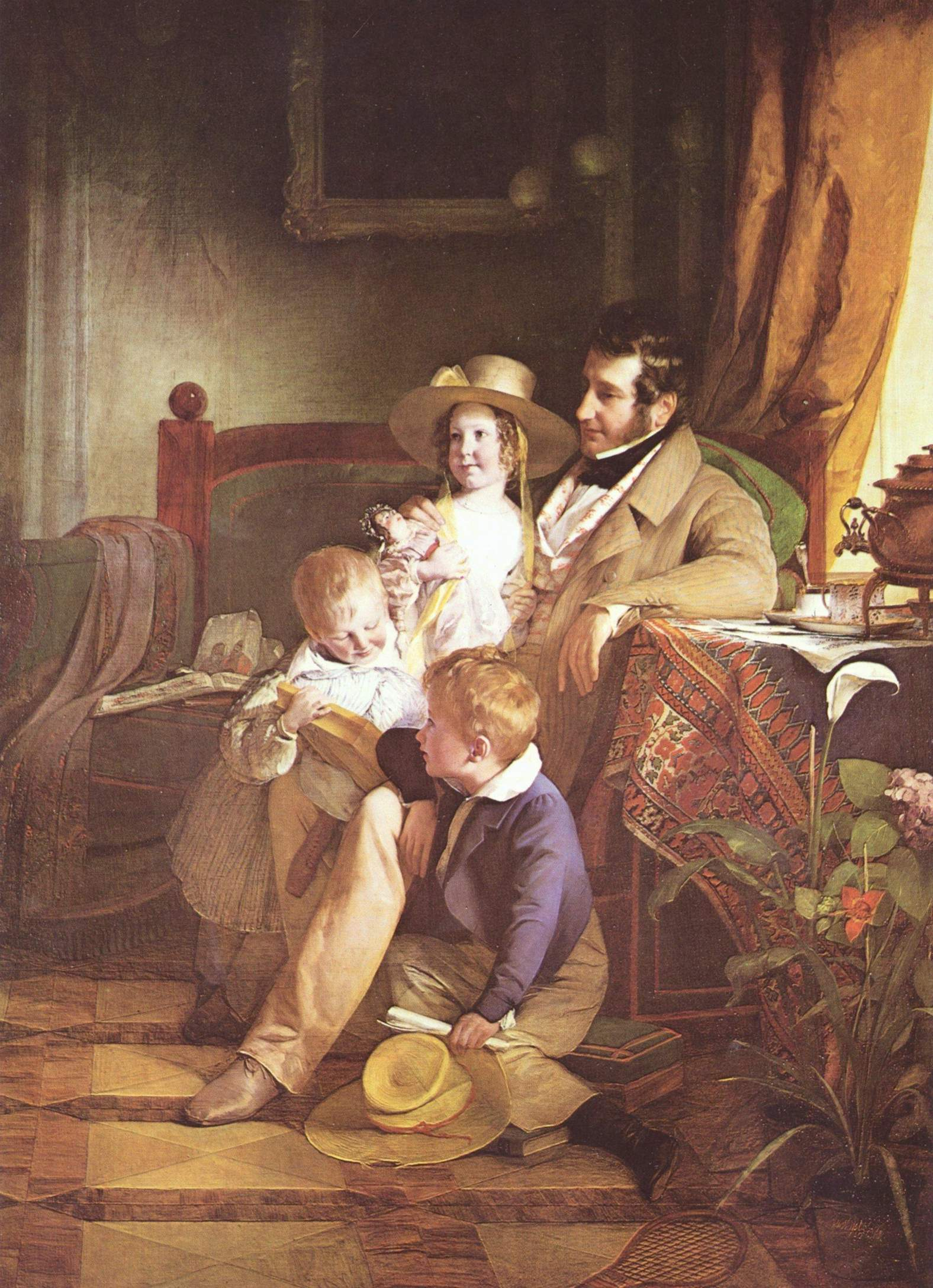
Rudolf von Arthaber s dětmi (1837)
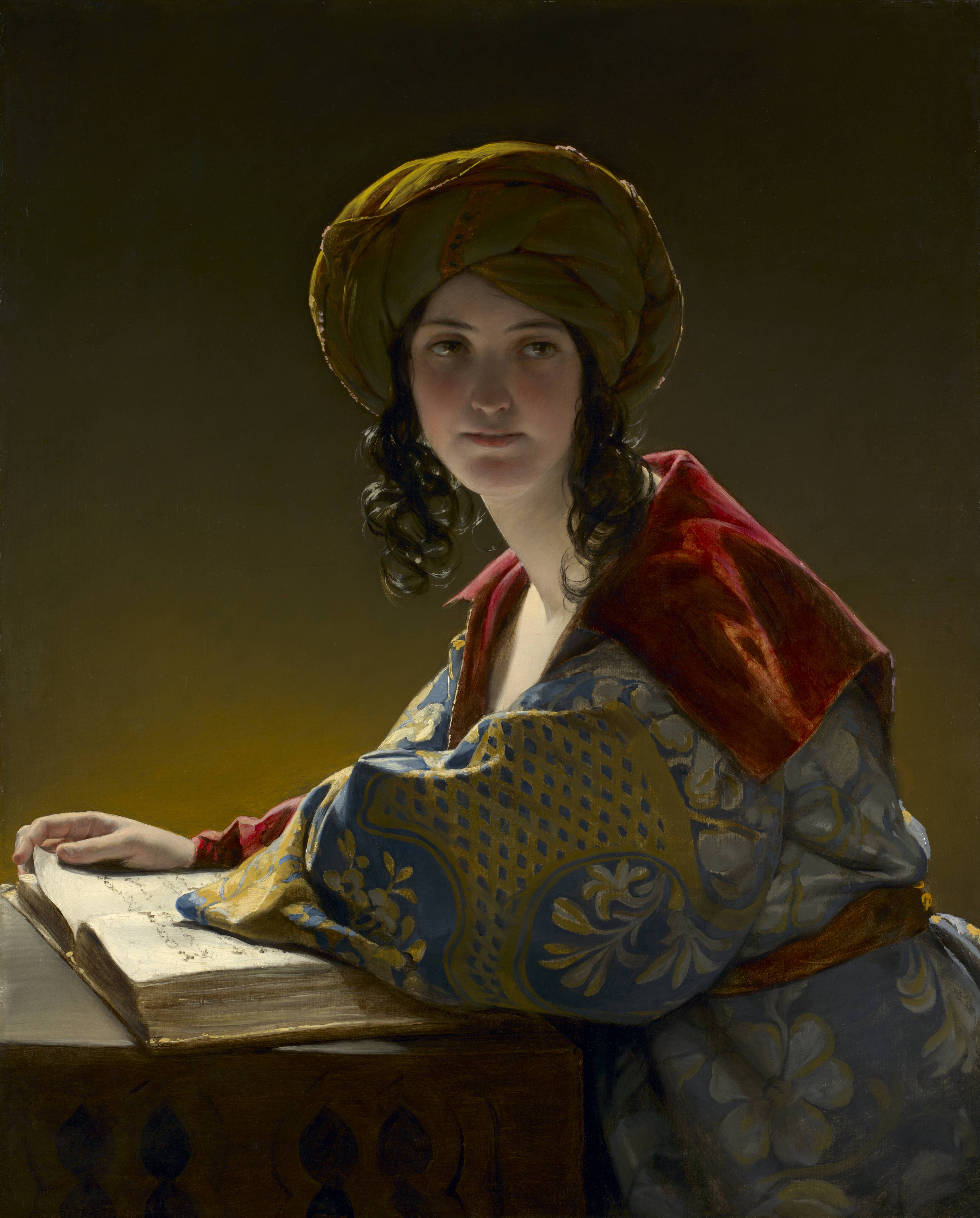
Mladá venkovanka (1838)
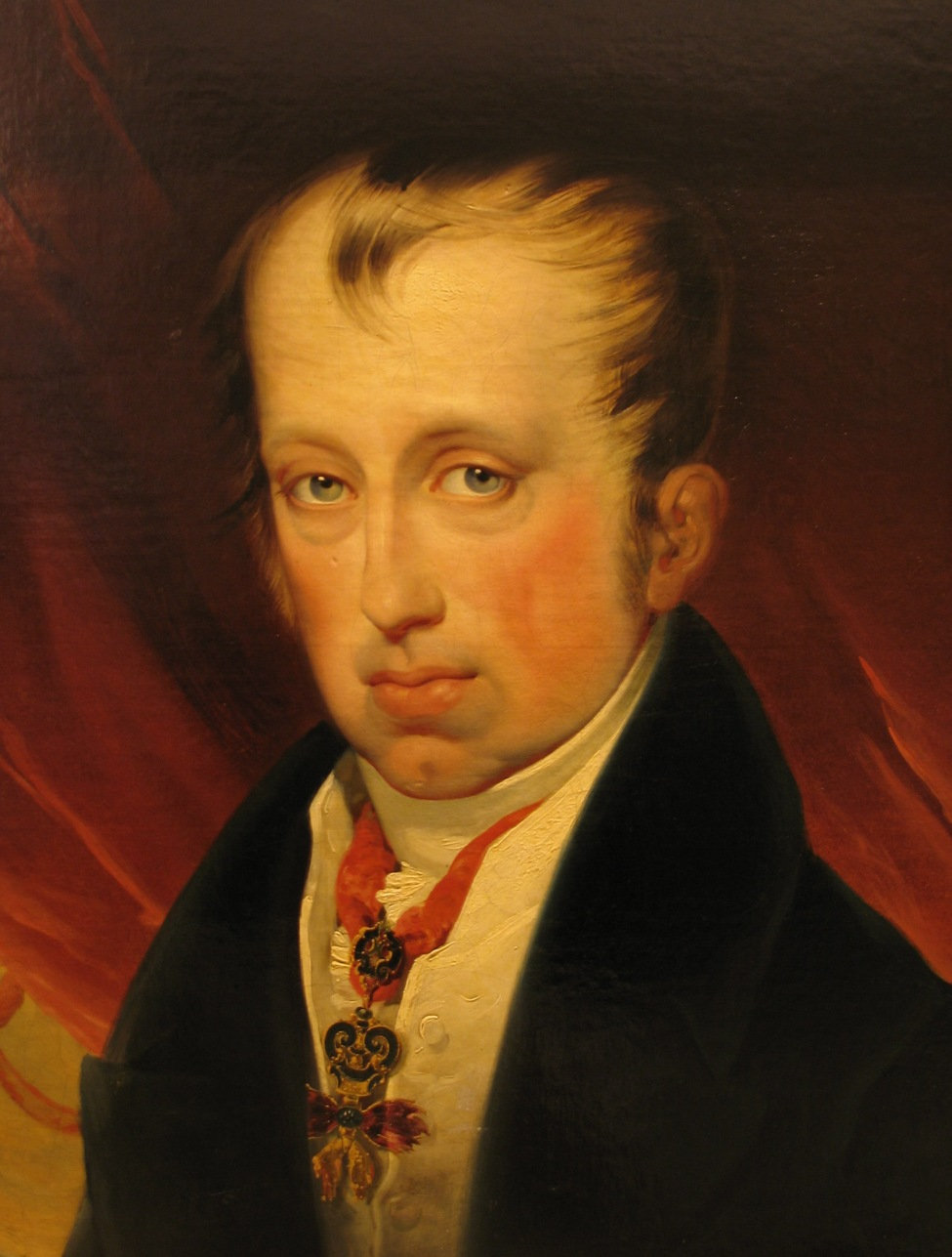
Císař Ferdinand I. (kolem 1840)
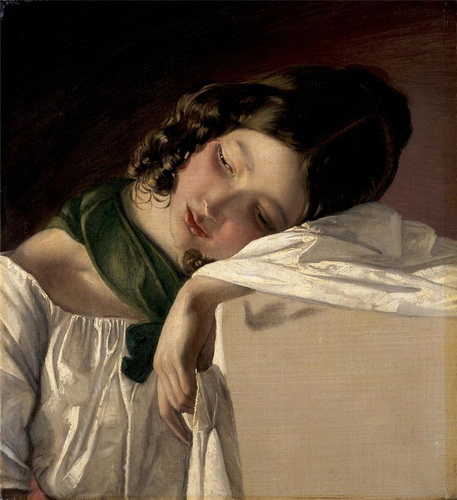
Mladá dívka (kolem 1840)
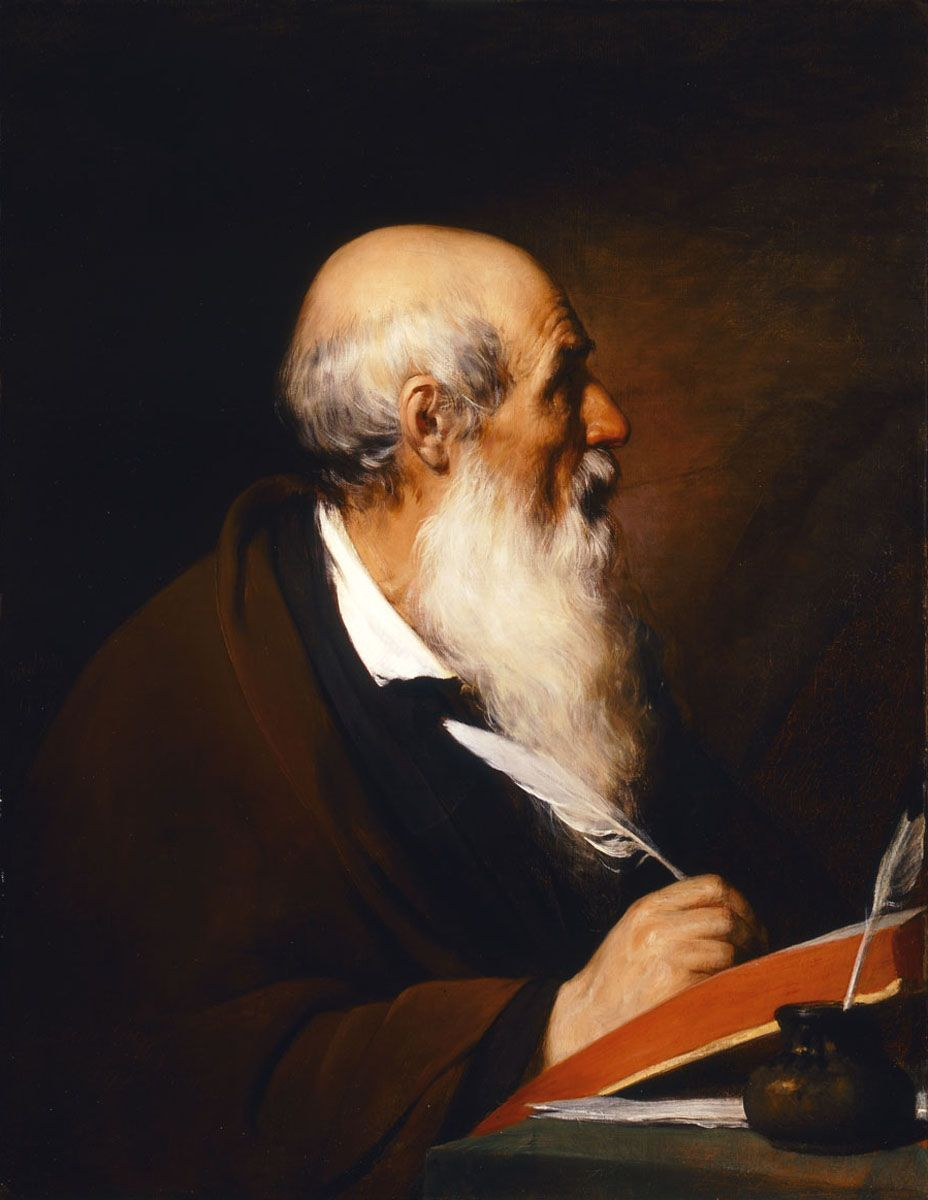
Píšící vědec Pellegrino (1842)
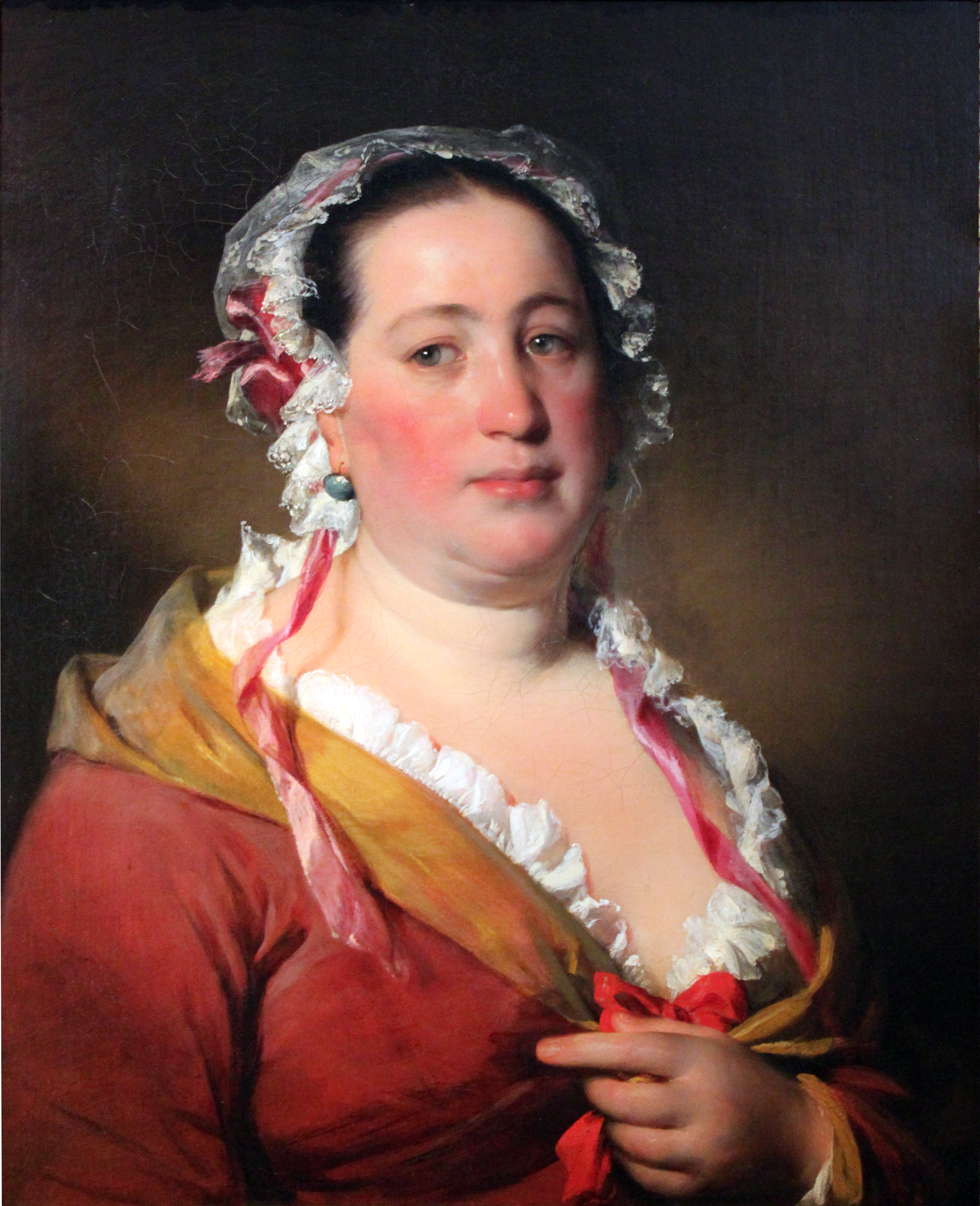
Portrét paní Plachové (1850)
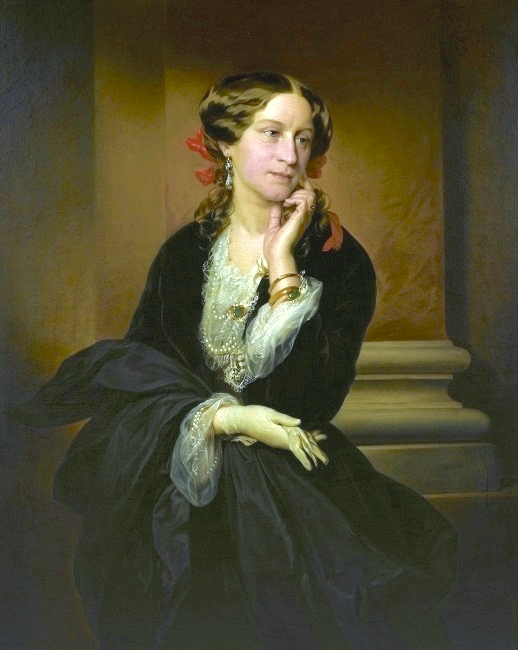
Kněžna Alexandra Potocká (1852)